# Avocourt
Avocourt ist eine nordfranzösische Gemeinde mit 121 Einwohnern (Stand 1. Januar 2022) im Département Meuse in der Region Grand Est (bis 2015 Lothringen). Sie gehört zum Kanton Clermont-en-Argonne und zum Gemeindeverband Montfaucon Varennes-en-Argonne.

## Geografie
Avocourt liegt am Flüsschen Buante, 81 Kilometer östlich von Reims und 18 Kilometer nordwestlich von Verdun, dem Sitz der Unterpräfektur des gleichnamigen Arrondissements. Nachbargemeinden von Avocourt sind Montfaucon-d’Argonne im Norden, Malancourt im Nordosten, Esnes-en-Argonne im Osten, Montzéville im Südosten, Aubréville im Süden, Vauquois im Westen sowie Cheppy und Véry im Nordwesten. Das Gemeindegebiet umfasst 1473 Hektar, die mittlere Höhe beträgt 249 Meter über dem Meeresspiegel, die Mairie steht auf einer Höhe von 227 Metern.
Avocourt ist einer Klimazone des Typs Cfb (nach Köppen und Geiger) zugeordnet: Warmgemäßigtes Regenklima (C), vollfeucht (f), wärmster Monat unter 22 °C, mindestens vier Monate über 10 °C (b). Es herrscht Seeklima mit gemäßigtem Sommer.

## Geschichte
1793 erhielt Avocourt den Status einer Gemeinde und 1801 durch die Verwaltungsreform unter Napoleon Bonaparte (1769–1821) das Recht auf kommunale Selbstverwaltung.
Das 24e bataillon de chasseurs alpins kämpfte 1914 im Ersten Weltkrieg (1914–1918) bei Avocourt. In den Jahren 1915, in der Schlacht um Verdun im Jahre 1916 und auch 1917 waren Avocourt und der dahinter liegende Hügel „Höhe 304“ heiß umkämpft. Der Hügel wurde mehrfach von den verschiedenen Kriegsparteien erobert. Heute steht dort ein Kriegerdenkmal. Im September 1918 wurde Avocourt von US-amerikanischen Truppen zu Beginn ihrer Offensive in den Argonnen erobert.

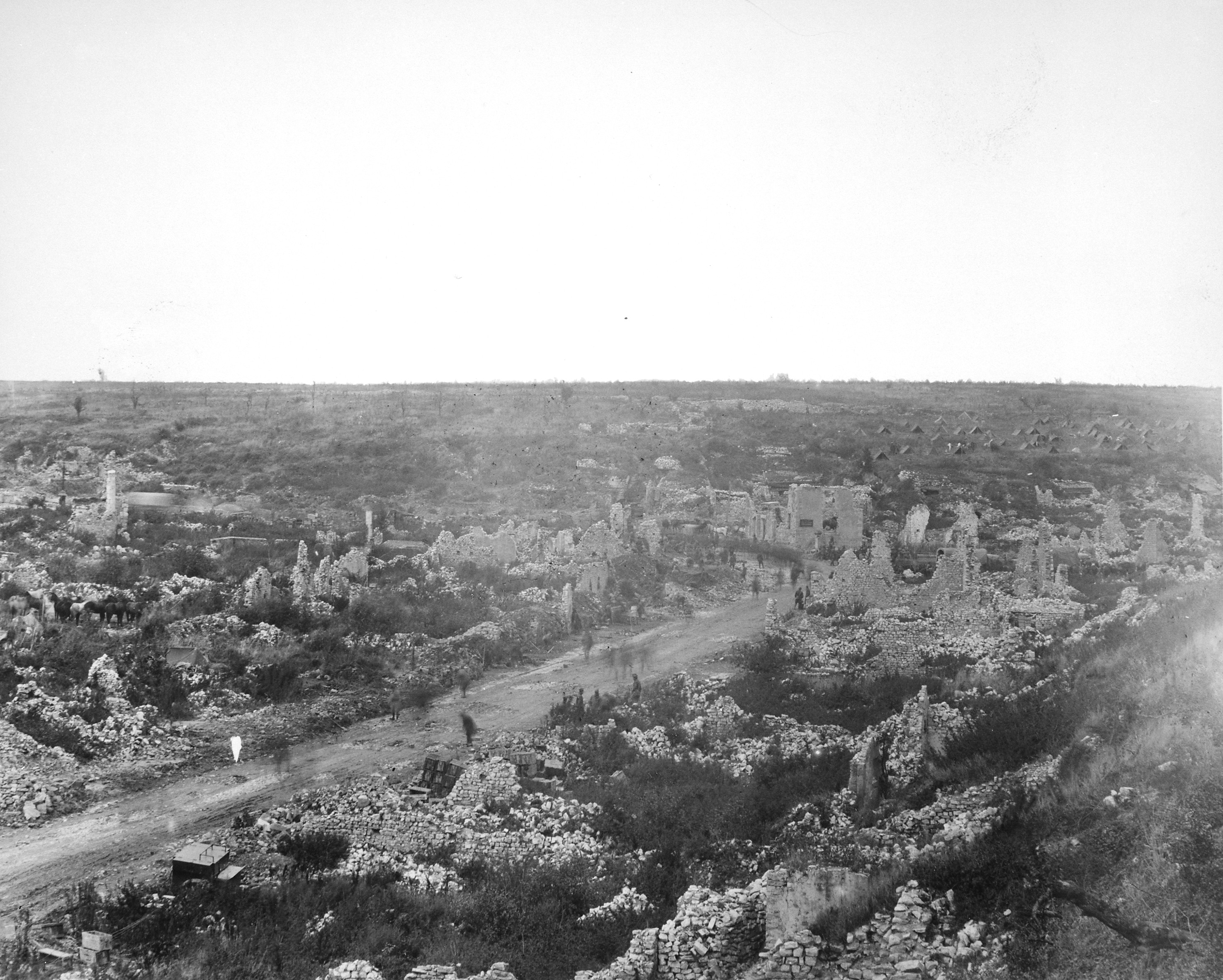
Die Ruinen von Avocourt 1918
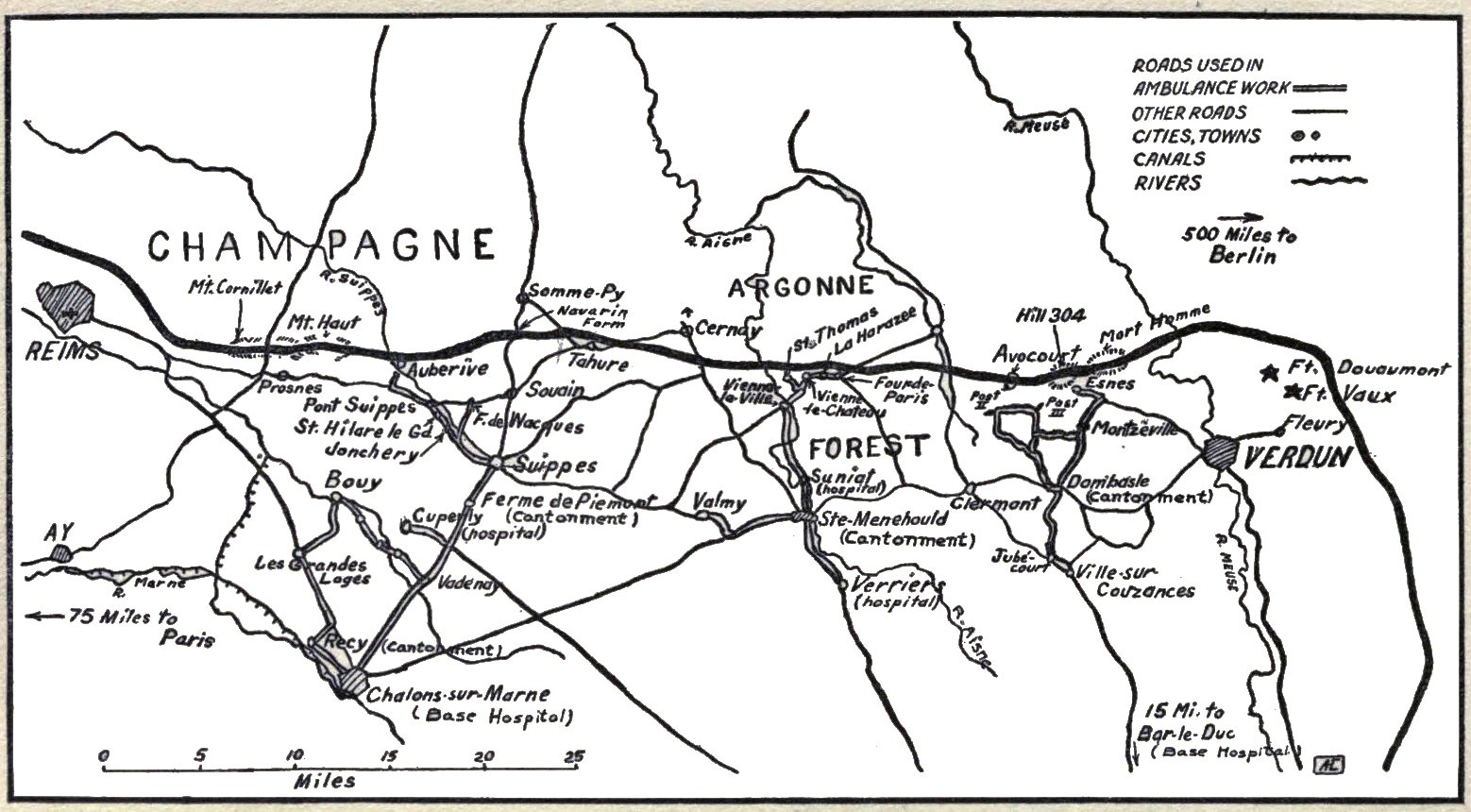
Karte der Gegend zwischen Reims und Verdun im Jahr 1917

## Kultur und Sehenswürdigkeiten
| Jahr | Einwohner |
| ---- | --------- |
| 1962 | 219       |
| 1968 | 182       |
| 1975 | 118       |
| 1982 | 103       |
| 1990 | 114       |
| 1999 | 107       |
| 2010 | 122       |
| 2019 | 116       |

Eine Sehenswürdigkeit der Gemeinde ist ein französischer Soldatenfriedhof.
1750 wurde eine neue Kirche auf den Fundamenten eines älteren Gebäudes errichtet. Diese Kirche wurde 1916 im Ersten Weltkrieg zerstört. 1926 wurde eine neue Kirche Saint-Blaise gebaut. Ihr Schutzpatron ist der Heilige Blasius von Sebaste († um 316). Links vom Eingang ist ein Raum dem Gedenken an die Toten des Ersten Weltkriegs gewidmet. Die beiden Fenster des Raums wurden von George Janin gefertigt. Avocourt gehört zur römisch-katholischen Gemeinschaft Varennes-en-Argonne, die Teil der Pfarrei Saint Baldéric d’Argonne des Bistums Verdun ist.

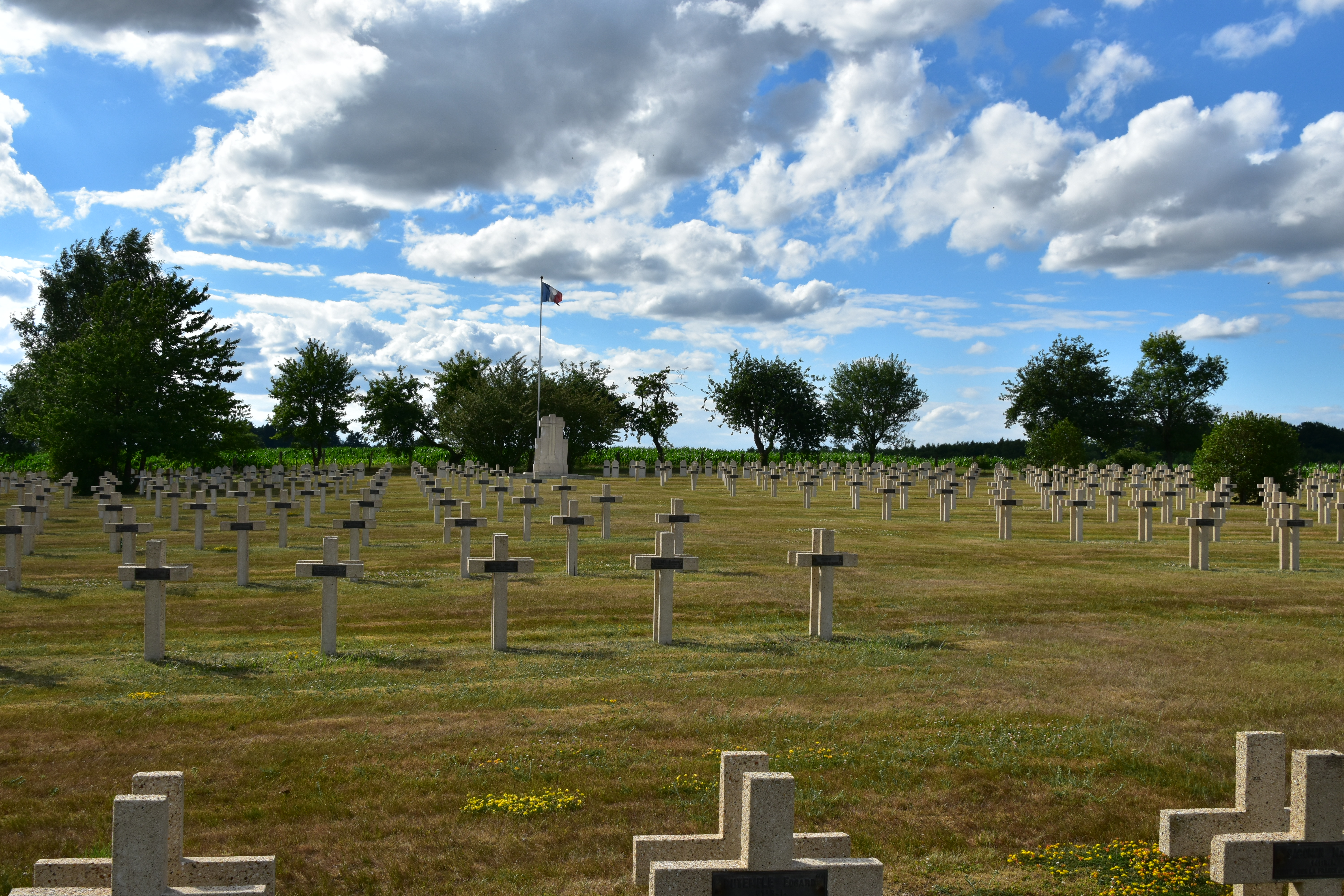
Französischer Soldatenfriedhof
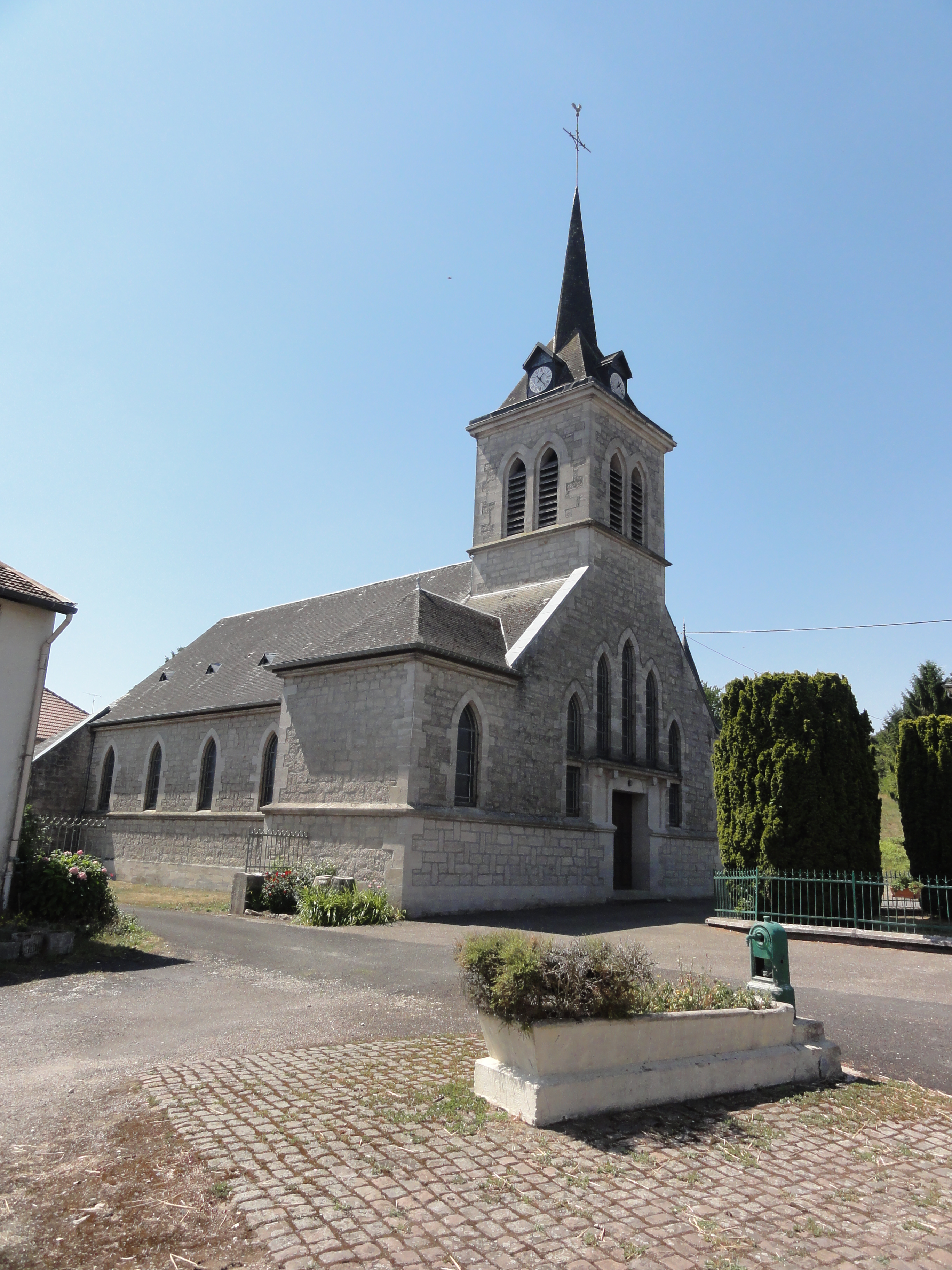
Kirche Saint-Blaise

## Wirtschaft und Infrastruktur
Im Jahr 2009 waren 29,8 Prozent der Erwerbstätigen in der Gemeinde beschäftigt, die anderen waren Pendler. 7,8 Prozent der Arbeitnehmer waren arbeitslos.
Auf dem Gemeindegebiet gelten geschützte geographische Angaben (IGP) für Mirabellen (Mirabelles de Lorraine), Geflügel (Volailles de la Champagne) und Bergamote de Nancy, klare, bernsteinfarbene Bonbons aus Zucker und ätherischem Öl aus Bergamotten.